# Gornje Bare
Gornje Bare je jezero u Bosni i Hercegovini na planini Zelengori. 
Udaljeno je od jezera Donje Bare oko 1,5 km sjeverozapadno. Dugo je oko 150 m, široko oko 80 m, a najveća dubina mu je oko 2 m. Nalazi se na nadmorskoj visini od 1515 metara. U jezeru nema ribe.